# Køgevejens Gasbeholder
Køgevejens Gasbeholder (også kaldet Køgevej Gasbeholderstation, Valby Gasbeholder mm.) var en 108 meter høj lyseblå gasbeholder i Valby (København), der indtil sommeren 2007 deponerede 200.000 m3 bygas af typen spaltgas. Det var en såkaldt tørgasbeholder, dvs. der brugtes ikke vand til at holde gassen indespærret (modsat vådgasbeholdere).
Opbevaring af gas til bygasnettet blev overflødiggjort, da Københavns Energi skiftede til en ny type bygas. Bygas2, som den kaldes, består af naturgas og luft. Da den nye gastype har lignende egenskaber kunne de fleste forbrugere fortsætte brugen af eksisterende gasinstallationer.
Valby Gasværk og dets to gasbeholdere var eksploderet under en katastrofe i 1964 og havde skabt behov for nye forsyningsanlæg. Køgevejens Gasbeholder blev opført fra 1965 og taget i brug ved indvielsen den 21. december 1967.
Gassen blev produceret på Sundby Gasværk og beholderen kunne opbevare gas nok til ca. to døgns forbrug af bygas i København og på Frederiksberg.[kilde mangler] I 2007 blev beholderen ligesom Sundby Gasværk taget ud af drift i forbindelse med Københavns Energis overgang fra den gamle type bygas til Bygas2, hvorefter den stod tom. I det eksisterende bygasnet distribueres nu Bygas2, som er en blanding af naturgas (50 %) og luft (50 %), ud til forbrugere i København og på Frederiksberg. Bygas2 produceres bl.a. på det nyopførte ubemandede ejektoranlæg Kløvermarken Gasværk på Amager. Spaltgas, der var fremstillet af olieprodukter, anvendes ikke længere i Danmark.[kilde mangler]
I 2007 blev der søgt om fredning af gasbeholderen,[kilde mangler] men der blev aldrig gennemført en fredning. Arkitektfirmaet JJW Arkitekter fremlagde i 2008 en vision om "Valby Gassilo" som en bæredygtig, lodret bydel. Da ejeren, Københavns Energi, ikke kunne finde en køber, blev det besluttet at rive gasbeholderen ned i november 2012.
Den 4. november 2012 kl. 12:01 blev gasbeholderen væltet ved brug af 50 kg pentrit-sprængstof. Der var ikke tale om at sprænge tårnet i stumper og stykker, men derimod om en kontrolleret sprængning for at få det lagt ned, så det kunne skæres op og delene genanvendes. Jobbet blev udført af nedrivningsfirmaet Tscherning.